# Jean Lucas Oliveira
Jean Lucas de Souza Oliveira (nascut el 22 de juny de 1998), també conegut com a Jean Lucas, és un futbolista professional brasiler que juga per l'Olympique de Lió de centrecampista defensiu.